# Monochaetum
Monochaetum es un género  de plantas fanerógamas pertenecientes a la familia Melastomataceae. Comprende 85 especies descritas y de estas, solo 42 aceptadas.

## Descripción
Son arbustos erectos; con entrenudos variadamente pelosos, teretes a cuadrados en corte transversal. Flores 4-meras, solitarias o en cimas terminales bracteadas, simples a compuestas. Hipanto suburceolado a campanulado o subcilíndrico; lobos del cáliz persistentes, triangulares, ciliados. Pétalos obovados, glabros, enteros o escasamente bordeados con tricomas. Estambres 8, dimorfos, lineares a subulados con poros apicales dorsalmente inclinados; anteras grandes 4, orientadas en alineación paralela oponiéndose al estilo declinado, rojizas o rosadas; anteras pequeñas 4, erectas o ligeramente curvadas hacia adentro, amarillas; conectivo prolongado dorsalmente en un apéndice volteado hacia arriba, linear-oblongo o claviforme. Fruto en cápsula 4-locular envuelta por el hipanto; semillas de 0.5 mm, cocleadas u oblongo-arqueadas, esencialmente lisas, pardas.

## Distribución
Las especies están restringidas a hábitats montanos del O. de México a Perú y al E. hasta Guyana.

## Taxonomía
El género fue descrito por (DC.) Naudin y publicado en Annales des Sciences Naturelles; Botanique, sér. 3 4: 48–49. 1845. La especie tipo es: Monochaetum candolleanum Naudin.

## Algunas especies aceptadas
A continuación se brinda un listado de las especies del género Monochaetum aceptadas hasta febrero de 2013, ordenadas alfabéticamente. Para cada una se indica el nombre binomial seguido del autor, abreviado según las convenciones y usos:
- Monochaetum alpestre Naudin
- Monochaetum amabile Almeda
- Monochaetum amistadense Almeda
- Monochaetum bonplandii (Humb. & Bonpl.) Naudin
- Monochaetum brachyurum Naudin
- Monochaetum calcaratum (DC.) Triana
- Monochaetum candollei Cogn.
- Monochaetum floribundum Naudin
- Monochaetum humboldtianum Walp.
- Monochaetum lineatum (D.Don) Naudin
- Monochaetum myrtoideum (Bonpl.) Naudin
- Monochaetum vulcanicum Cogn.